# District de Solukhumbu

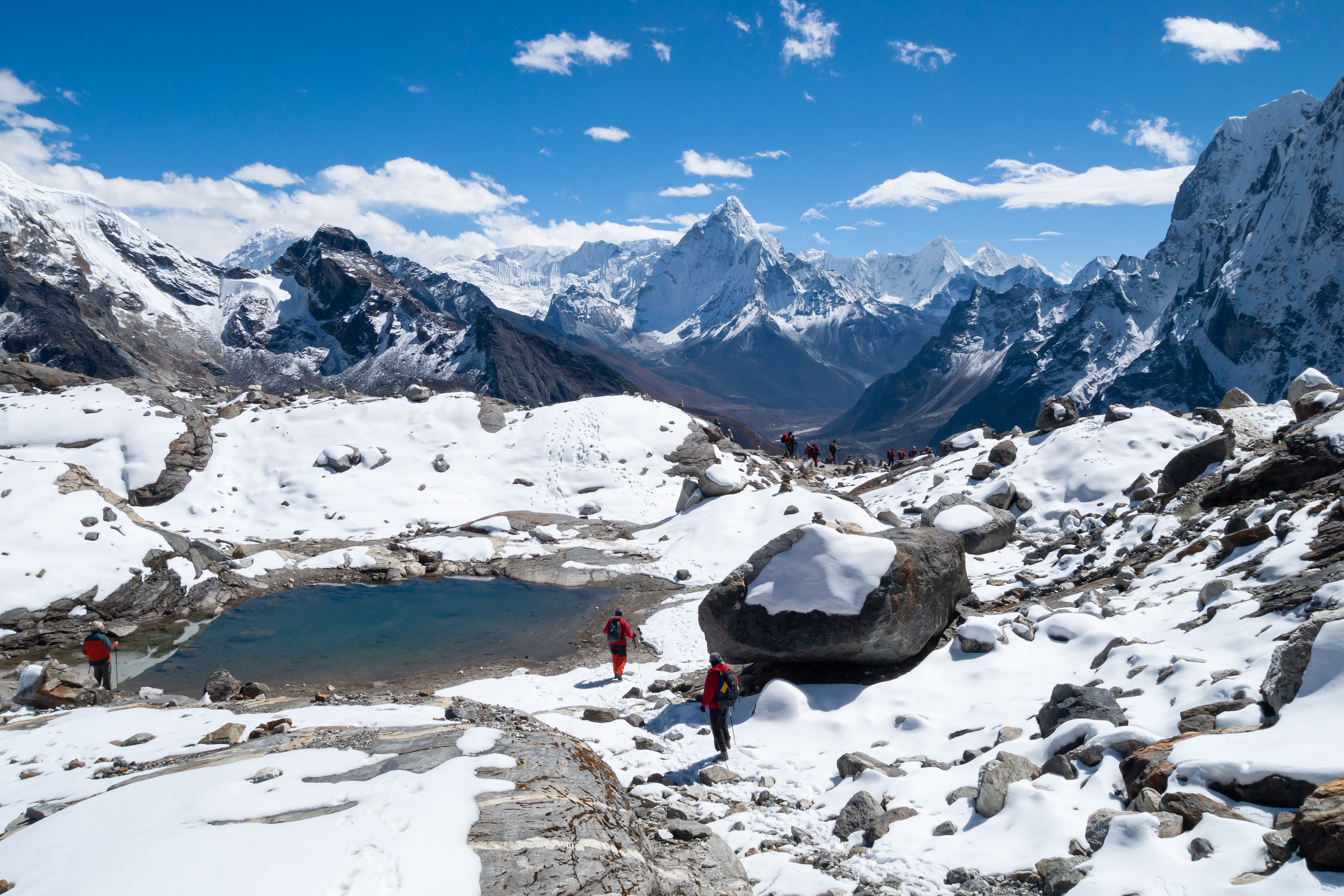
Tourisme en descendant la passe Cho La dans le district de Solukhumbu. Au loin le sommet du Ama Dablam. Octobre 2009.

Le district de Solukhumbu (en népalais : सोलुखुम्बु जिल्ला) est l'un des 77 districts du Népal. Il est rattaché à la province de Koshi. La population du district s'élevait à 105 119 habitants en 2011.

## Histoire
Il faisait partie de la zone de Sagarmatha et de la région de développement Est jusqu'à la réorganisation administrative de 2015 où ces entités ont disparu.

## Subdivisions administratives
Le district de Solukhumbu est subdivisé en 8 unités de niveau inférieur, dont une municipalité et 7 gaunpalikas ou municipalités rurales.
| # | Nom                | Nom en népalais | Type         | Population (2011) | Superficie (km2) |
| - | ------------------ | --------------- | ------------ | ----------------- | ---------------- |
| 1 | Soludhudhkund      | सोलुदुधकुण्ड         | municipalité | 20 399            | 538,09           |
| 2 | Mapya Dudhkoshi    | माप्य दुधकोशी        | gaunpalika   | 13 414            | 167,67           |
| 3 | Khumvu Pasanglhamu | खुम्वु पासाङल्हमु      | gaunpalika   | 8 989             | 1 539,11         |
| 4 | Thulung Dudhkoshi  | थुलुङ दुधकोशी        | gaunpalika   | 19 672            | 144,6            |
| 5 | Nechasalyan        | नेचासल्यान          | gaunpalika   | 16 129            | 94,49            |
| 6 | Mahakulung         | माहाकुलुङ           | gaunpalika   | 11 452            | 648,05           |
| 7 | Likhu Pike         | लिखु पिके           | gaunpalika   | 5 534             | 124,38           |
| 8 | Sotang             | सोताङ             | gaunpalika   | 9 530             | 103              |